# 73号美国国道
73号美国国道（英語：U.S. Route 73）是一条南北方向的美国国道。该公路连接了堪萨斯州博纳斯普林斯和内布拉斯加州理查森縣，全长113.14英里。